# Годвард, Джон Уильям
Джон Уи́льям Го́двард (англ. John William Godward; 9 августа 1861 — 13 декабря 1922) — английский художник-неоклассицист.
Подобно сэру Лоуренсу Альма-Тадеме, причисляется к «Мраморной школе», однако стиль его живописи не вполне соответствует канонам викторианского академизма. Возможно, он так и не получил систематического художественного образования. Практически все его работы представляют изображения женщин в античных драпировках среди мраморных террас и растений. Хотя в период 1887—1905 годов он выставлялся в Королевской Академии художеств, Годвард не получил признания своего творчества и не вписывался в художественную среду Англии. В 1911—1921 годах жил в Риме, который на фоне распространения авангардизма оставался оплотом неоклассического искусства. Из-за невостребованности покончил с собой в 1922 году. Его родственники, занятые в страховом бизнесе, уничтожили почти все следы деятельности художника, не сохранилось ни одной его фотографии. Только с 1970-х годов, на волне интереса к декоративному и салонному искусству, живопись Годварда стала привлекать искусствоведов и коллекционеров, а его работы стали цениться на антикварном рынке.

## Происхождение. Становление

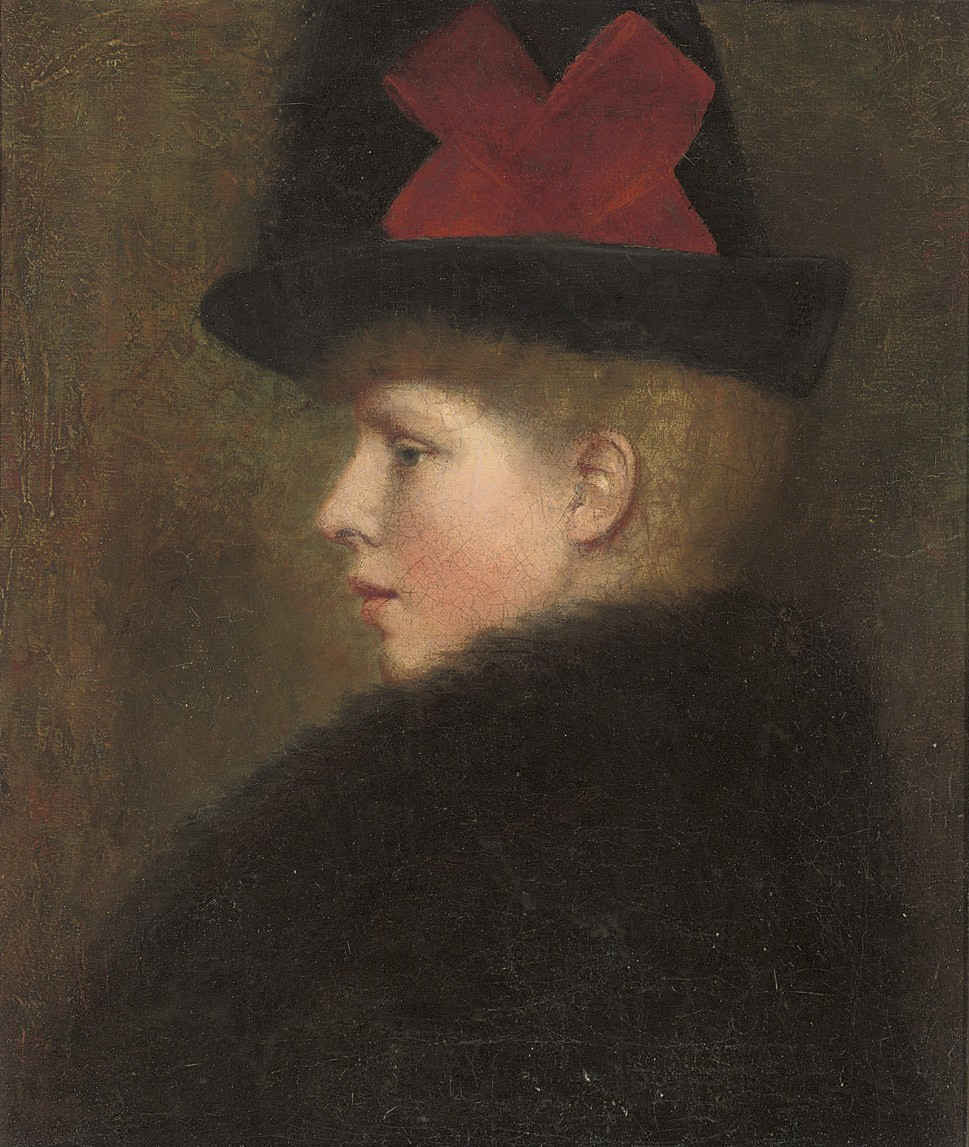
Портрет Нин. Ученическая работа 1882 или 1883 года

Предки Годварда известны с XVIII века, причём старший сын в каждом поколении носил имя Джон; они происходили из Бэлэма в графстве Суррей. Джон Годвард — отец художника, родился в 1836 году и после женитьбы поселился в Баттерси; этот городок на Темзе вошёл ныне в состав Лондона. Он служил в страховой компании на Флит-стрит и благодаря выгодным вложениям в Северные железные дороги составил семейное состояние. Семейство принадлежало к среднему классу, считалось респектабельным, но пуританским. У Джона Годварда и его жены — урождённой Сары Эборолл — было пятеро детей.
Джон Уильям Годвард был первенцем в семье и родился дома в Баттерси, в пятницу, 9 августа 1861 года. Назвали его в честь отца и деда. Был крещён в церкви Св. Марии в Баттерси 27 октября; родители его принадлежали консервативной Высокой церкви. В 1864 году семья переехала в более престижный район Фулэм, расположенный на противоположном берегу Темзы, там родилась сестра Джона — Мария-Фредерика, в семье её называли «Нин»; в течение всей жизни она ближе всех общалась с художником и тоже была своего рода «белой вороной» в семье. По мере роста благосостояния, в 1866 году семья Годвардов в очередной раз переехала в более просторный дом в Фулэме, там они прожили по крайней мере до 1872 года. Судя по статистическому справочнику 1876 года, семья Годвардов тогда жила уже в Уимблдоне.

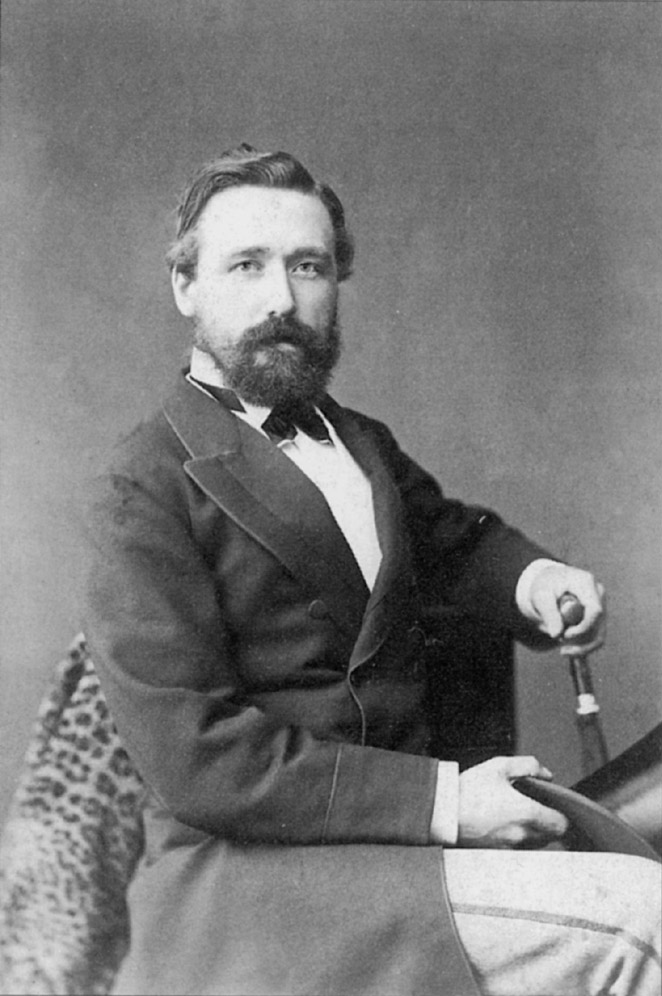
Джон Годвард-старший — отец

Точно неизвестно, когда Джон Уильям пошёл в школу. Поскольку большая часть семейного архива была уничтожена, сложно судить, в каких предметах он успевал. Уже в детстве проявился его характер — ему были свойственны уступчивость и застенчивость, поэтому биограф — Верн Суонсон — полагал, что, кроме рисования, он не слишком успевал в школьных предметах. Отец стремился, чтобы его дети последовали по наследственной стезе страхового клерка, причём все сыновья, кроме старшего, преуспели в бизнесе. Обстоятельства, при которых Джон избрал профессию художника, остаются неизвестными. Джон Уильям Годвард жил в родительском доме до 26-летнего возраста, поэтому невозможно говорить о семейном конфликте. В дальнейшем он вёл замкнутый образ жизни и всячески ограничивал свой круг общения.
По некоторым данным, семейство Годвардов общалось с художником и декоратором Уильямом Хоффом Уонтнером (1814—1881), который работал в престижной фирме Messrs. Holland and Sons, имел награды Всемирной выставки в Лондоне 1851 года, а его архитектурные проекты демонстрировались на выставке Академии художеств. Жил он недалеко от Уимблдона. По мнению В. Суонсона, если Джон Уильям Годвард рано проявил артистические способности, глава семьи мог посчитать профессию архитектора или дизайнера соответствующей социальному положению семьи. Вероятно, Годвард-младший учился у Уонтнера в 1879—1881 годах, однако часть времени он проводил в страховой фирме отца, готовясь вступить в семейное дело.
Самая ранняя живописная работа Годварда датируется 1880—1881 годами, это портрет бабушки художника, написанный с фотографии (она скончалась ещё в 1866 году). По Суонсону, портрет демонстрирует внимание к психологии и тщательно отделан технически, но архаичен по стилю. Возможно, Джон Годвард учился вместе со старшим сыном Уонтнера — Уильямом Кларком, поскольку в дальнейшем они дружили и вместе выставляли свои произведения в Королевской Академии художеств. У. Уонтнер скончался в феврале 1881 года, на этом прервалось первоначальное художественное образование Годварда.
В 1882 году семейство Годвардов в очередной раз переехало в более просторный дом в Уимблдоне; Джон Уильям жил там до переезда в Лондон в 1889 году. По мнению В. Суонсона, Годвард мог получать образование экстерном в St. John’s Wood Art School — это была подготовительная школа для поступающих в Королевскую академию, основанная в 1880 году; там преподавал Уильям Кларк Уонтнер. К этому периоду относится картина Годварда «Рисующий Джотто», которая, возможно, является дипломной работой, поскольку демонстрирует основные приёмы жанровой живописи, которые преподавались в тогдашних художественных школах. Мог он обучаться и в Heatherley’s School of Art в Челси, которую посещали с визитами такие знаменитые художники, как Лоуренс Альма-Тадема, Эдвард Пойнтер и другие. Однако в списках студентов ни одного художественного училища Англии Годвард не значился.

## Викторианский художник

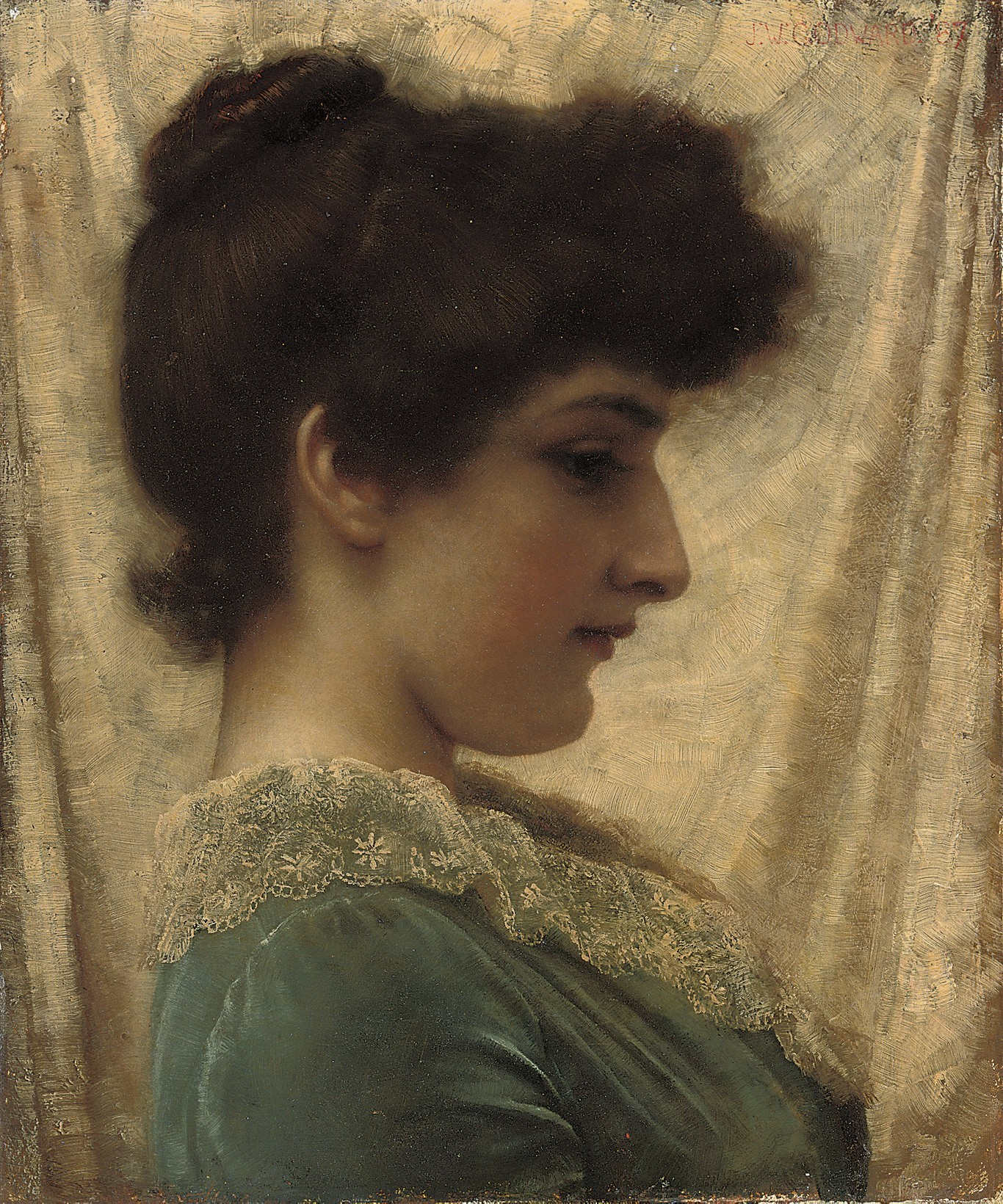
«Дора». Возможно, портрет Хэтти Петтигрю, около 1887 года

Годвард дебютировал на летней выставке Академии художеств 1887 года в Бёрлингтон-хаусе в Лондоне. Он представил полотно «Жёлтый тюрбан», принятое публикой благосклонно, хотя и не вызвавшее большого резонанса. В каталоге выставки оно значилось под № 721 и не удостоилось упоминания в обзорных статьях. По мнению биографа, даже это стало для Годварда серьёзным аргументом продолжать карьеру художника, несмотря на нежелание отца. До 1905 года Годвард поддерживал связь с Академией и ежегодно выставлялся на её экспозициях. С этого же времени он обратился к античной тематике, представив на зимней выставке 1887—1888 годов Королевского общества британских художников картину «Поппея». В тот период Годвард активно экспериментировал с портретной живописью и писал трёх сестёр Петтигрю — известных моделей того времени. Через них он познакомился с председателем Общества британских художников — Джеймсом Уистлером. Уистлер, однако, быстро потерял интерес к Годварду, поскольку тот избрал для себя амплуа антиковеда-декоратора, подобного Альма-Тадеме. Однако после отставки Уистлера с поста председателя Общества британских художников, в 1890 году Годвард был избран его членом.

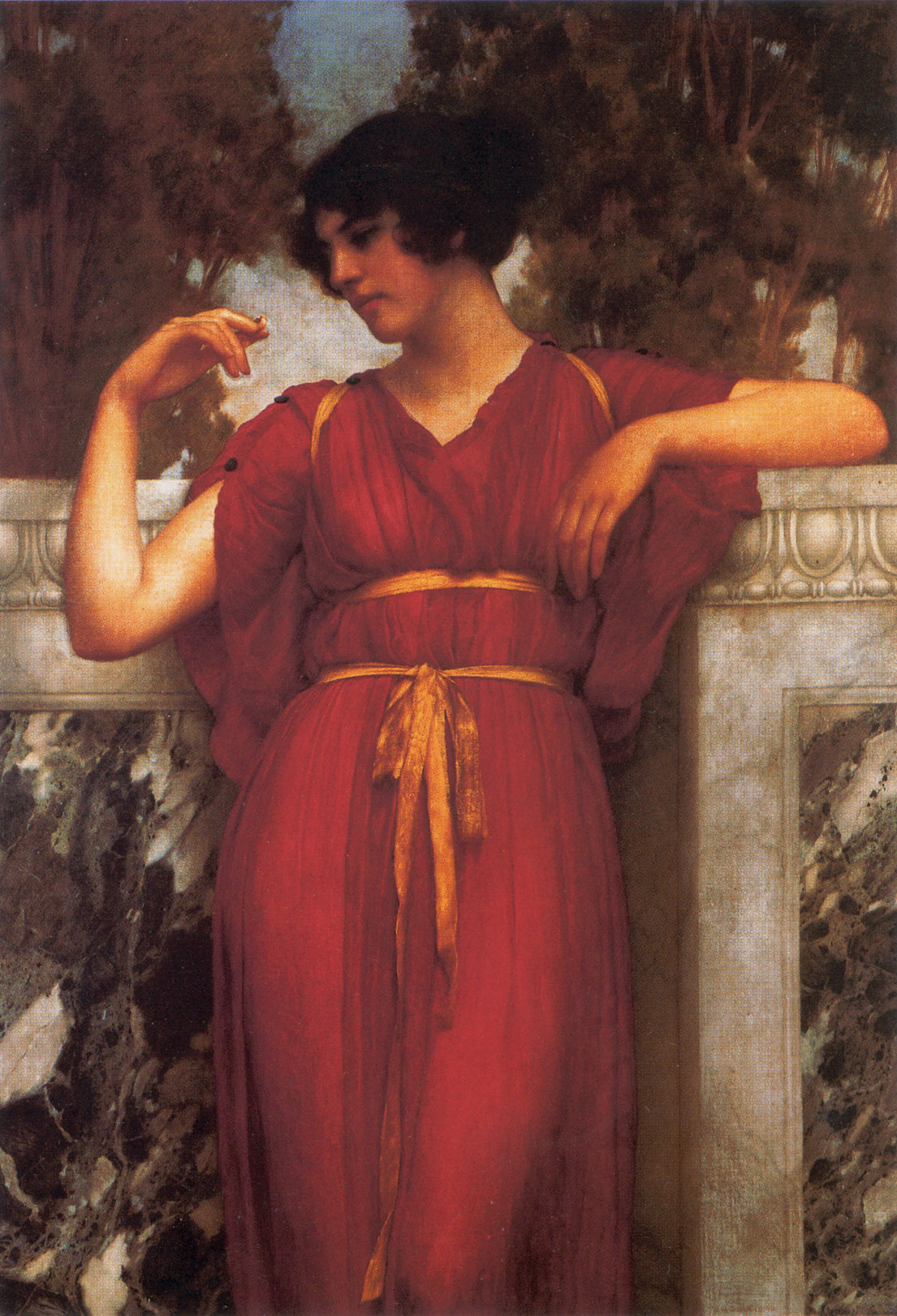
Кольцо. Около 1888

В 1888 году картина Годварда «Кольцо», выдержанная в духе Альма-Тадемы, обратила на себя внимание известного арт-дилера той эпохи — Томаса Маклина. Эта картина, вместе с десятью другими, была выставлена в галерее Маклина в Вест-Энде. Маклин активно работал на лондонском рынке искусства с 1864 года, реализуя работы Альма-Тадемы и Пойнтера, а также издавал репродукции картин, причём не только современных художников (академистов и натуралистов), но и старых мастеров. В том же году Годвард успешно выставлялся в Бирмингеме, став признанным членом сообщества викторианских художников, способным зарабатывать себе на жизнь собственным творчеством.
После успешного дебюта Годвард снял студию в Кенсингтоне. Его соседом оказался художник и иллюстратор, тяготеющий к стилю поздних прерафаэлитов, — Морис Гриффенхаген (1862—1931). Студия была непригодна для жилья, Годварду приходилось спать на полу или ночевать у друзей и знакомых. Со временем в том же районе оказалось 27 студий художников, которые неизбежно общались друг с другом; некоторые из них достигли большой известности.
К этому времени выработалась художественная манера Годварда. По мнению К. Вуда, если Альма-Тадема и Уонтнер писали современных им англичанок в образе античных гречанок и римлянок или наряжали их в восточные одежды, то Годвард сосредоточился на полной передаче физического типа женщин античности, изображая моделей-итальянок. В то время в Кенсингтоне было много итальянских эмигрантов, которые охотно позировали художникам.
В 1889 году, достигнув финансового благополучия, Годвард окончательно порвал с родительским домом и снял дом со студией в Челси, который принадлежал фирме недвижимости, специализировавшейся по работе с художниками; плата за проживание составляла 24 фунта стерлингов в год. Студия располагалась близ художественной школы, в этом районе было много художников, там же с 1896 года проживал Брем Стокер. В 1889 году Маклин организовал в своей галерее 25-ю ежегодную выставку, на которой было представлено 4 полотна Годварда.

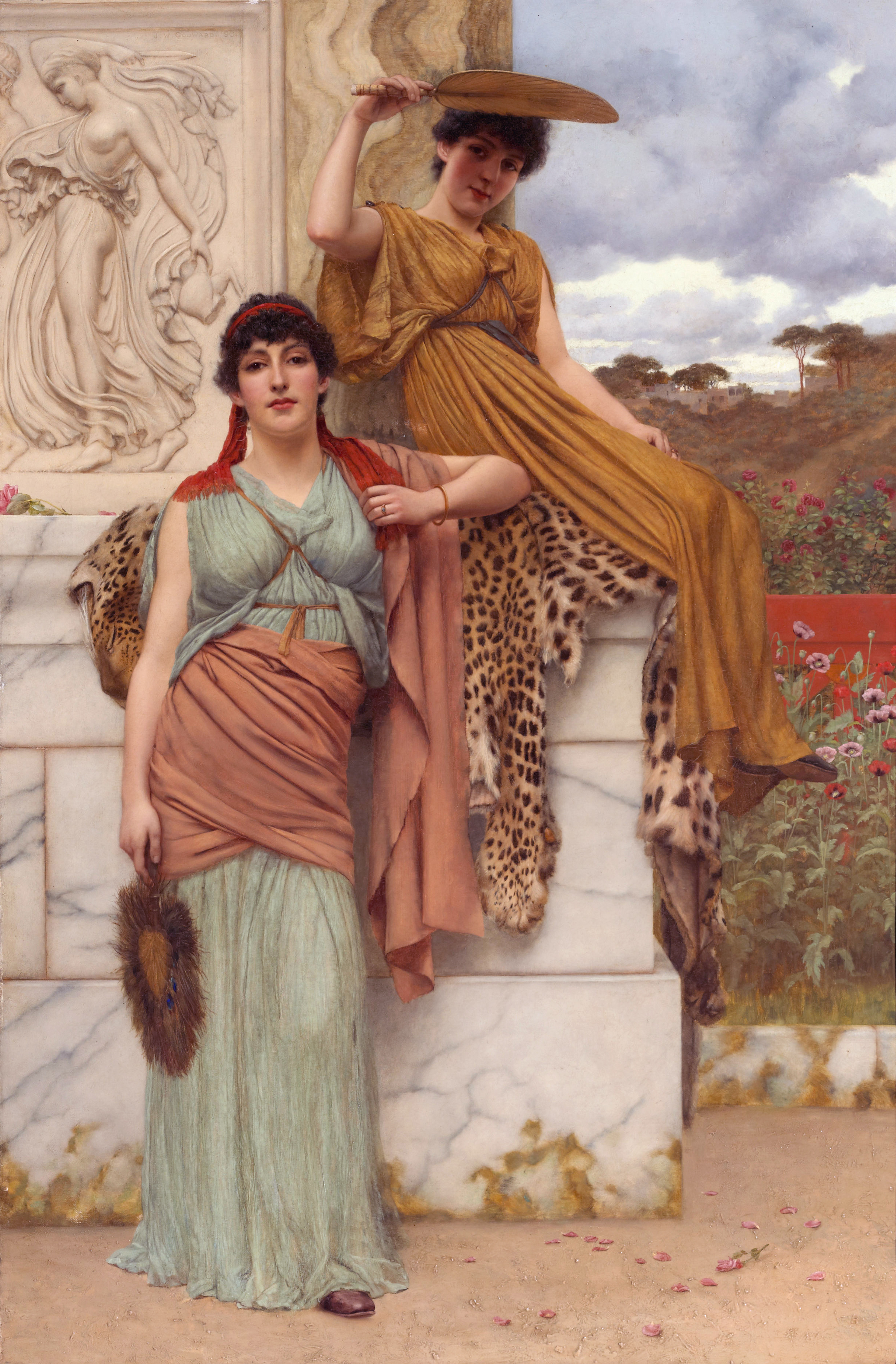
В ожидании процессии (107,3 × 71,1 см), 1890

В 1889 году под влиянием старшего брата Мария-Фредерика Годвард сбежала из родительского дома и вышла замуж за человека 14-ю годами её старше. После рождения двух детей они расстались: развод казался в кругу Годвардов абсолютно неприемлемым, поэтому сестра подверглась осуждению со стороны братьев — Эдмунда и Альфреда — и отца. Замуж во второй раз она так и не вышла и после смерти отца вернулась в семью заботиться о матери.
В 1890 году имя Годварда фиксируется в каталоге майской выставки Королевской Академии художеств. В тот период он много общался с художником Уильямом Рейнольдсом-Стивенсом (1862—1943), который также зависел в стилевом отношении от Альма-Тадемы и даже гравировал по меди декоративную панель по мотивам полотна «Женщины Амфиссы» по заказу самого Тадемы, и участвовал в отделке его дома. В творчестве Годварда и Рейнольдса-Стивенса много общих экзотических деталей, общим было в их живописи внимание к мельчайшим деталям обстановки, складкам одежды и проч. Разрабатывая тему короля Артура и средних веков, Уильям завершил карьеру посвящением в рыцари в 1931 году.
За 1890 год Годвард создал по крайней мере 21 крупную работу маслом, выставив на зимней выставке Маклина пять картин, многие из них изображают цветы; это — новшество в его искусстве. Творчество Годварда впервые привлекло внимание критиков, обозреватель журнала «Iln» писал, что художник полотном «В ожидании процессии» «… в некотором отношении следует по стопам Альма-Тадемы и помещает на слишком большой холст слишком незначительное событие». Другие критики отмечали, что Годварду, по сравнению с Альма-Тадемой, не хватает мастерства, скромности и сдержанности. Летняя выставка Академии 1891 года оказалась более удачной: признания в прессе удостоились полотна «Сладкая сиеста в летний день» и «Климена». Критик Генри Блэкбёрн без комментариев описал в своём обзоре содержание и колористику его картин. В отличие от Альма-Тадемы, Годвард избегал внимания прессы к своим работам. В коммерческом отношении дела шли совсем неплохо: судя по письмам Маклина 1892 года, полотна Годварда покупались в среднем за сумму от 75 до 125 фунтов стерлингов.

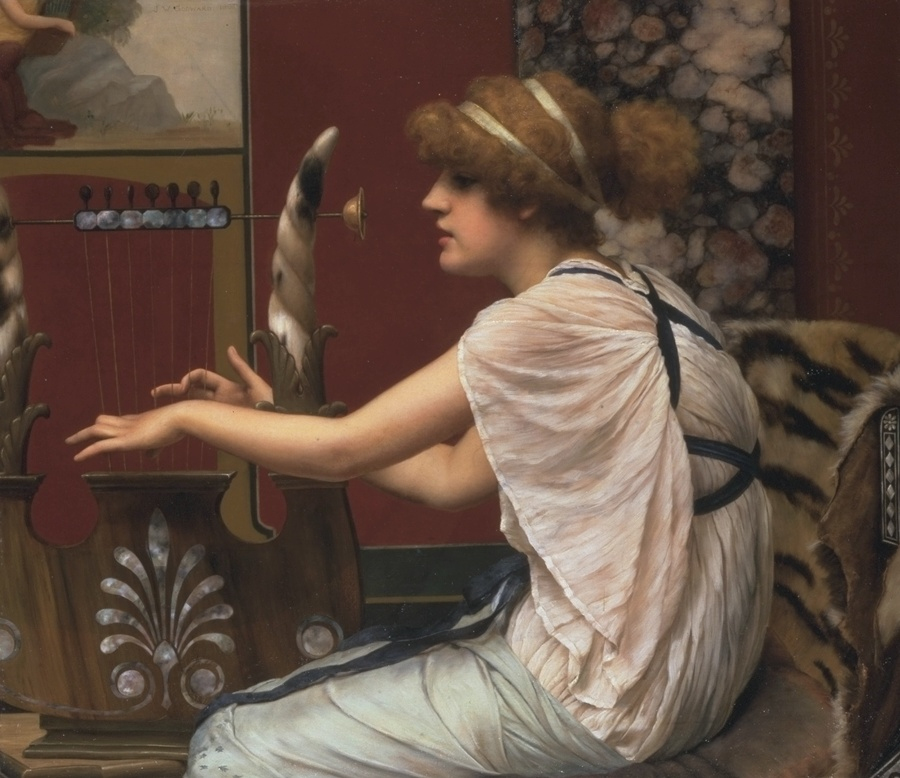
Эрато и её лира. Картина, демонстрирующая изменения творческой манеры Годварда, 1895

В 1892—1893 годах картины Годварда стали ещё более известными благодаря тому, что Маклин заказал гравюры с восьми его работ, их выполнил известный немецкий специалист Франц Хансштегль. Репродукции Годварда печатались в журналах, таких как Cosmopolitan и Pearson; это привело к появлению у художника некоторой репутации. К 1893 году относятся две самые известные многофигурные композиции Годварда — «Эндимион» (по сюжету поэмы Китса) и «Да или нет?», на которой он, предположительно, изобразил самого себя.
В марте 1893 года скончался дед художника — Уильям Годвард, который оставил своим сыновьям — отцу и дяде Джона Уильяма — 12 000 фунтов (1 100 000 фунтов в ценах 2013 года). Художник был вынужден написать портрет деда, и это единственный его мужской портрет. В тот же период он постепенно отходит от сотрудничества с Обществом британских художников, поскольку антиклассицистические настроения в нём стали определяющими. Тем не менее, в посвящённых ему трудах Годвард именовался членом Общества до самой своей кончины, хотя не выставлялся в нём с 1894 года.
В 1894 году Годвард переехал в более престижный дом со студией, расположенный на Фулэм-роуд (№ 410), который отвечал его эстетическим запросам. Одиночество Годварда прогрессировало, он никогда не принимал у себя гостей и не устраивал салонов. Дом был окружён высокой оградой, за которой Годвард в буквальном смысле спрятался. Перестройка большого дома была для него слишком обременительной, и Годвард возвёл в саду одноэтажную студию, законченную в 1895 году. Студия в некотором отношении походила на мастерскую Альма-Тадемы, поскольку Годвард наполнил её предметами античного искусства — преимущественно слепками и копиями — и всячески пытался стилизовать под Древний Рим: само жилище художника должно было стать источником эстетических впечатлений. По описанию корреспондента журнала «The Connoisseur», студия Годварда была отделана мрамором и окружена фонтанами. Стилизация была столь удачной, что «крики, доносящиеся с соседнего футбольного поля, могут показаться рёвом толпы в классическом амфитеатре». Переезд в новый дом в определённой степени изменил манеру письма и стиль работ Годварда.

## Пик творчества

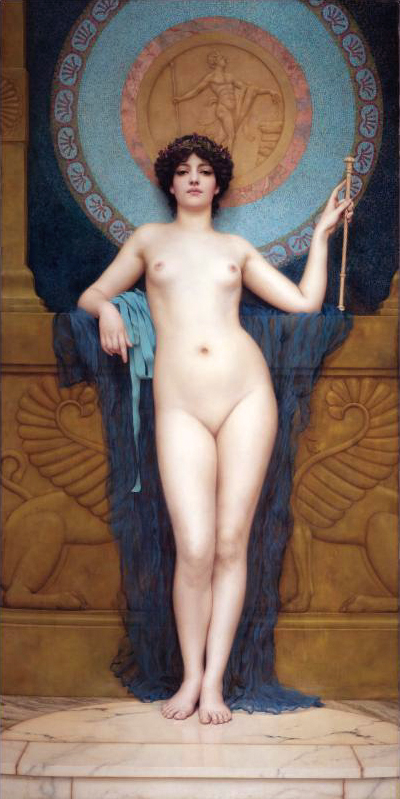
Кампаспа, 1896

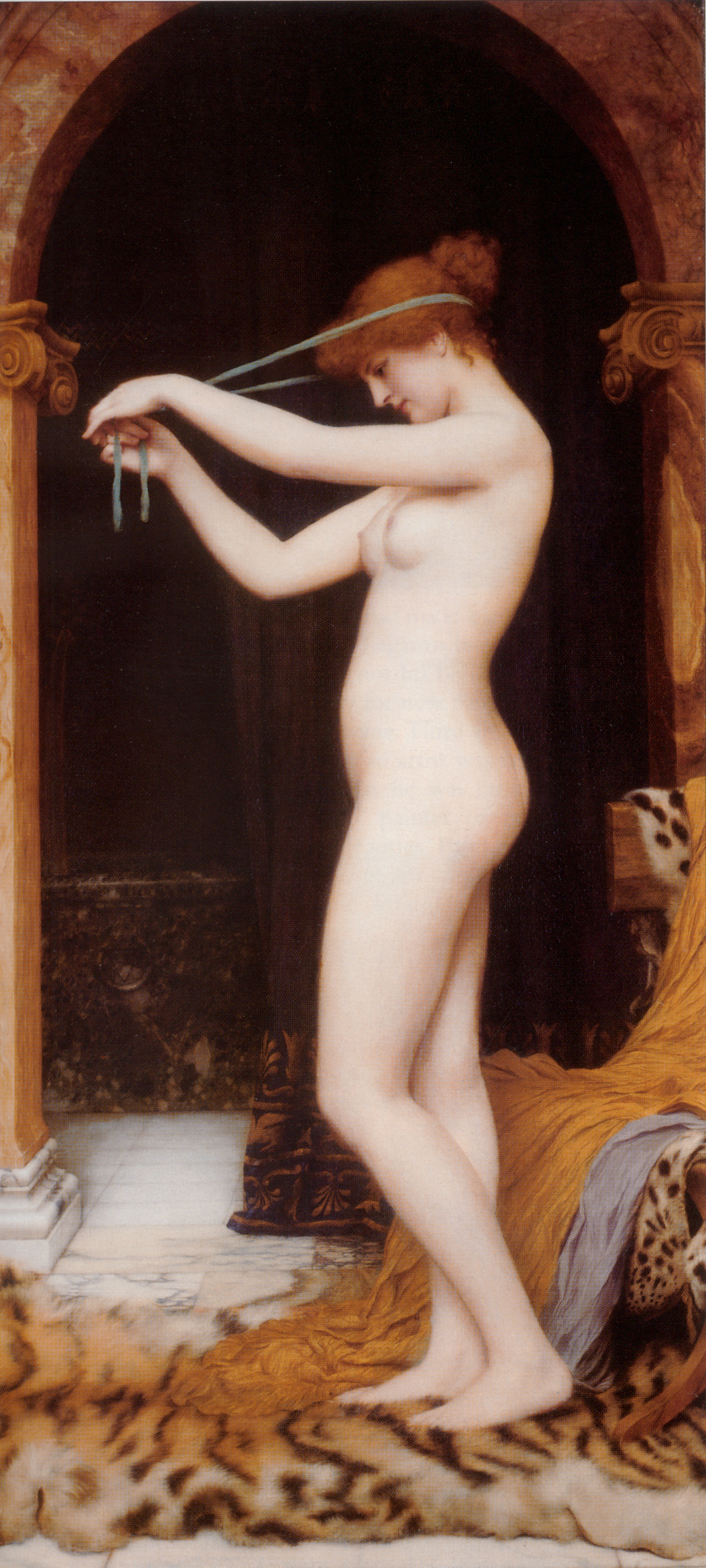
Венера, подвязывающая волосы, 1897

На рубеже 1890—1900-х годов Годвард работал интенсивно, создавая в среднем 14—15 картин в год. Предметами его полотен были изображения женщин в греческом или древнеримском антураже, который мог быть мифологическим, литературным или историческим. Художник стремился участвовать в мероприятиях Академии художеств, представив на летней выставке 1896 года две картины. Благодаря гравюрам Хансштегля, известность художника достигла США. Самой известной его работой этого периода стала «Кампаспа», которая удостоилась похвал лондонских критиков, отмечавших простоту и чёткость форм и успешность применения академического метода. Впрочем, в обзоре журнала «The Studio» то же полотно подверглось разгромной критике за «подражательность и негармоничность». Художника упрекали за неверно изображённую правую руку и плечо модели, в числе недостатков упоминался и такой: «Кусок мрамора, который, так сказать, является цоколем этой живой статуи, настолько реален, что можно только пожалеть замёрзшие ноги несчастной натурщицы». В результате картина так и не была продана и вернулась в галерею Маклина. Годвард сохранял авторские права на свои картины за собой.
Несмотря на многочисленные работы 1897—1898 годов на мифологические и исторические темы («Венера, подвязывающая волосы» и др.), Годварду не удалось добиться избрания экстраординарным членом Академии. Причиной, видимо, было его непонимание того, что Академия являлась не только художественным, но и социальным организмом, а его затворнический образ жизни не оставлял ему шансов на поддержку в академических кругах. Между тем членство в Академии было необходимо ему для самоутверждения в глазах семьи. Однако у него появились постоянные почитатели, например, Мертон Рассел-Коутс, который в 1890-е годы приобрёл шесть его работ.
В 1899 году Годвард дебютировал на Парижском салоне с несколькими не вполне типичными для него работами. В последующие годы он ещё несколько раз выставлялся в Салоне, но в конечном итоге полностью устранился от выставочной деятельности. Тем не менее, в наступившем XX веке Годвард стал признанным живописцем классического стиля и жанра. Однако он не осознавал, что по мере смены поколений в Академии художеств популярность и поддержка неоклассицизма пошла на убыль, а творческий диапазон и, как следствие, потенциальный круг покупателей самого Годварда были узки. По словам В. Суонсона, он писал исключительно «груди и бёдра прелестных красоток» («titty-rump-titty-rump» …of pretty bimbo women) и тем самым попадал в совершенно безвыходную ситуацию.
В конце 1901 года Годвард расстался с Маклином как своим постоянным арт-дилером, вероятно, по финансовым причинам. В каталоге аукциона галереи Маклина ноября 1901 года упоминается только одна картина Годварда «Цыган», ушедшая за 29 фунтов 8 шиллингов. Окончательного разрыва, впрочем, не произошло, поскольку в том же месяце Маклин купил у Годварда ещё одну картину. Они вели совместные дела до 1908 года.

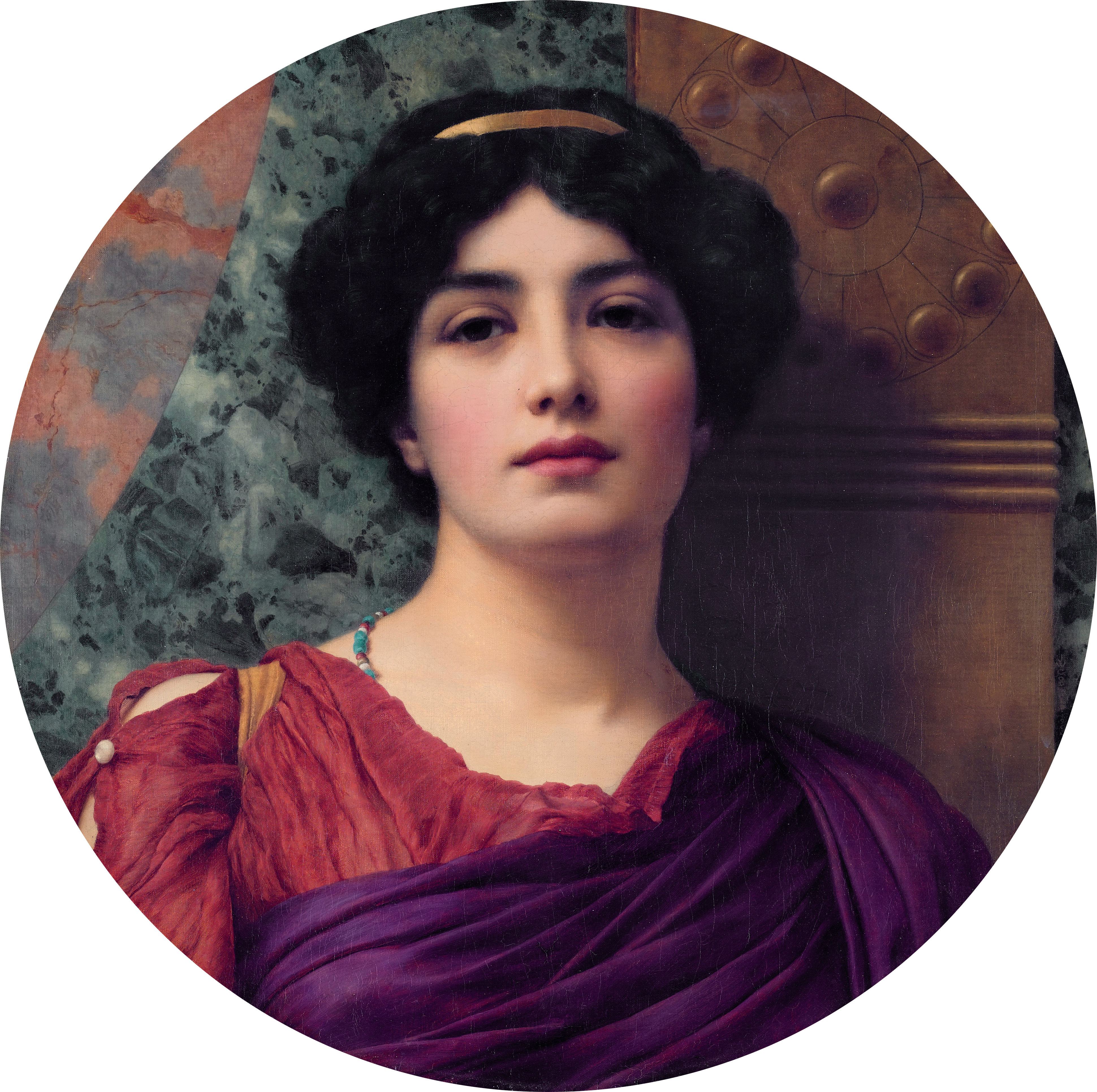
Размышление, 1903

В 1901 году Годвард представил на выставке Академии полотно «Венера в купальне». Как писал В. Суонсон: «Непонятно, почему Годвард настойчиво писал ростовые обнажённые фигуры женщин, которые были не особенно хороши». В 1902—1903 годах он представил на академической выставке малые по размеру полотна, чаще изображавшие женские головки, что контрастировало с его большими многофигурными полотнами предшествовавшего десятилетия. Кроме того, он написал свадебный подарок для сына своего дилера — Генри Маклина — «Rendezvous».
В 1904 году ушли из жизни тётка художника — Анна-Мария Годвард — и его отец. Годвард стал единственным наследником тётки, но от отца ему достались только золотые часы с цепочкой, потому что состояние в 6000 фунтов он отписал матери — Саре Годвард. Видимо, под впечатлением от смерти отца, Джон Говард купил тогда участок на кладбище Бромптон, который обошёлся ему в 21 фунт стерлингов. Тогда же в родительский дом вернулась сестра Мария-Фредерика («Нин»), которая до конца жизни ухаживала за вдо́вой матерью, однако отношения между семьёй и художником оставались напряжёнными.
В 1904 году Годвард написал две свои лучшие работы: «Dolce Far Niente» и «В дни Сафо». Вторая из них демонстрирует новое средство художественной выразительности — модель смотрит прямо на зрителя. Критики отмечают оригинальность её цветовой гаммы: на фоне мрамора выделяются шафрановые и голубоватые тона одеяния.

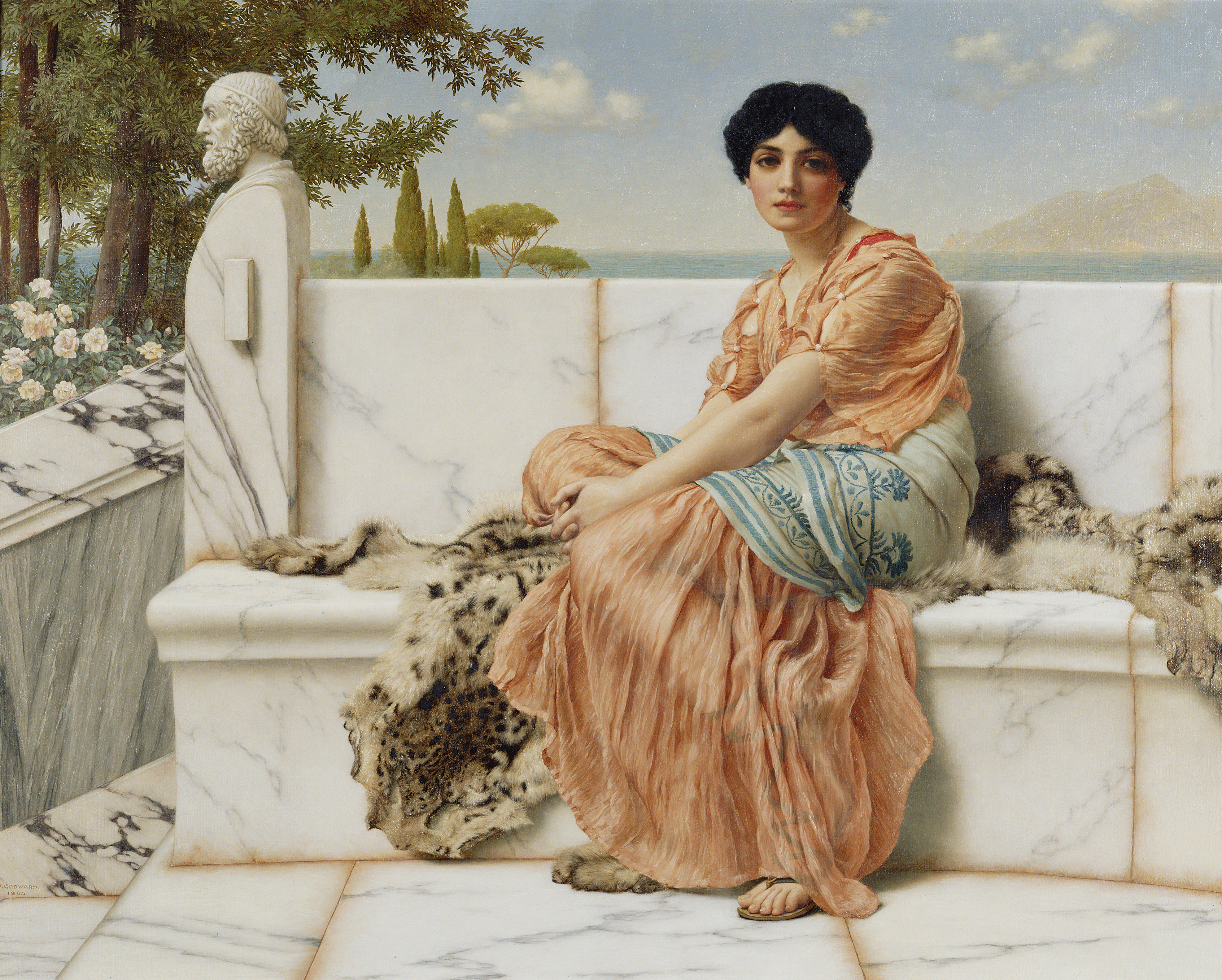
В дни Сафо. 1904, Музей Гетти

В мае 1905 года Годвард в последний раз участвовал в выставке Академии художеств; по какой причине он перестал сотрудничать с Академией, неизвестно. Во всяком случае это не было связано с неодобрением его творчества, которое находилось в Британии на пике популярности. В том же 1905 году он устроил выставку в Париже и постепенно стал отходить от английской художественной жизни. В 1905 году художник отправился в Италию, возможно, в первый раз. Сведения об этой поездке крайне скудны, как и все биографические сведения о Годварде. Есть сведения, что на длительную поездку за границу Годварда подтолкнули строительные работы рядом с его домом в Челси — возводили футбольный стадион. Главным источником по этой его поездке являлся альбом с зарисовками, которые фиксируют экспонаты Национального музея в Неаполе, а также часть переписки, ведшейся через Маклина. В семье считали, что он отправился на Капри, картины этого периода фиксируют пейзажи Неаполитанского залива, Сорренто и Помпей. Поездка в Италию едва ли сказалась на художественной манере и методах Годварда, однако страна произвела на него впечатление. К этому периоду относится его картина «Помпейский сад» — одно из последних его масштабных полотен.
В 1906 году Годвард в очередной раз участвовал в работе Парижского салона. После смерти Маклина в 1908 году художник лишился надёжного партнёра, за счёт которого он жил в течение 21 года. В том же году Годвард подписал контракт с Юджином Креметти, который также оказался надёжным партнёром, чья фирма продавала полотна художника до самой его смерти. В 1908—1909 годах было написано множество декоративных картин с изображениями женских головок, из них не менее десяти — в одном только 1909 году.
Начало 1910-х годов в коммерческом плане стало самым успешным для Годварда. В тот период интерес к Древнему Риму, с которым отождествлялась Британская империя, был особенно велик в среде консервативной интеллигенции и промышленных магнатов, этот интерес сохранялся вплоть до Первой мировой войны. Производительность художника несколько снизилась, но критики отмечали превосходное качество работ. Хорошие заработки привели к тому, что в 1910 году Годвард отправился в Рим, где стал подыскивать для себя дом и студию, но большую часть 1910 и 1911 годов провёл в Лондоне. Хотя его отъезд связывали с отношениями с моделью-итальянкой, но, вероятно, были проблемы и другого плана. Ещё до эмиграции художника арт-рынок Великобритании радикально изменился. Бурное распространение авангардизма начиная с 1911 года приобретало организованный характер (первой стала Camden Town Group), причём и критики, и художники-модернисты предприняли атаку на оставшихся представителей академического искусства. Знаковой оказалась и кончина Альма-Тадемы летом 1912 года.

## Рим

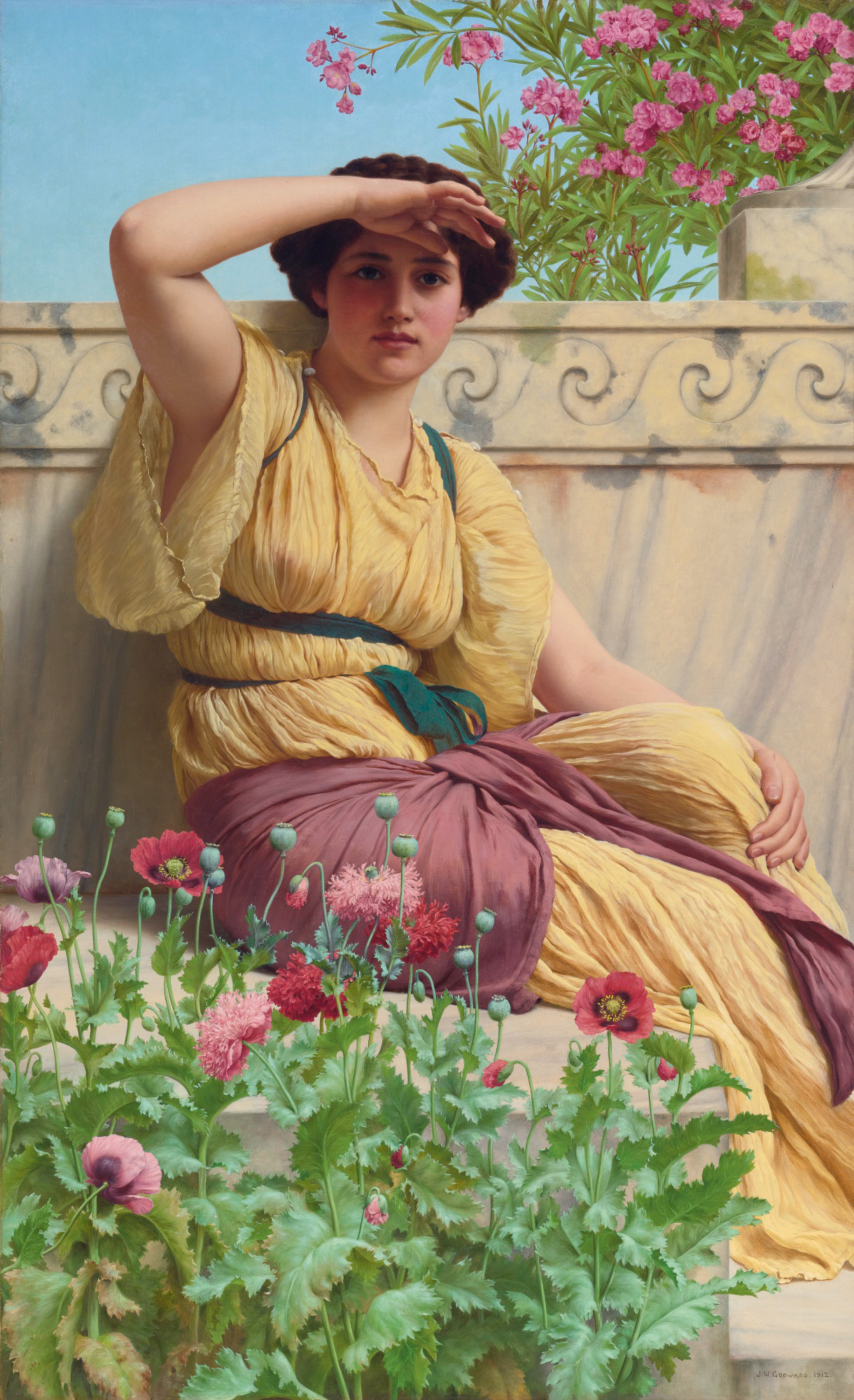
Назначенное свидание, 1912

Несмотря на распространённость мнения о внезапном отъезде Годварда в Рим, в действительности он растянулся почти на два года. По некоторым данным, он ездил в столицу Италии ещё в конце осени 1911 года, но окончательно обосновался там к июню 1912 года. Накануне отъезда он передал все авторские права на свои английские произведения сестре Нин. С 1912 года на обороте его полотен появляется надпись «Рим»; до отъезда он не маркировал своих полотен таким образом. Годвард прожил в Италии 10 или 11 лет, и о его жизни в этот период известно чрезвычайно немногое. Вероятно, он экспонировал свои картины на консервативных академических выставках Societi Amatori e Cultori. Отношения с семьёй оказались окончательно испорчены. Семейные легенды гласят о том, что мать была шокирована связью сына с натурщицей-итальянкой из бедного семейства и тем, что он открыло жил с ней, совершив «двойное предательство».
В целом В. Суонсон оценивает его решение о переезде негативно, поскольку рынком сбыта произведений Годварда оставалась Англия. С другой стороны, он был лишён возможности дискутировать с критиками, которые всё более враждебно относились к академической живописи. Италия в начале XX века была ещё «свободна от импрессионизма», а в Риме, Флоренции и Неаполе существовали неоклассицистические школы, правда, очень скромные по размеру и влиянию, но одобряемые публикой. В Риме работали художники, аналогичные по тематике Годварду: это были Луиджи Бадзани (1836—1927) и Эжен Гальен-Лалу, писавший с археологической точностью уличные сцены Древнего Рима и Помпей, а также Эдоардо Этторе Форти, изображавший древнеримские праздники. Годвард, по мнению В. Суонсона, вполне вписывался в этот круг. Кроме того, в Риме хорошо знали и помнили классицистов-иностранцев, особенно поляков Генриха Семирадского и Стефана Бакаловича.
Работы Годварда римского периода становятся более яркими и насыщенными по колориту, но, как правило, бессюжетны. Типичной картиной 1912 года (а всего он написал их в том году 9) было «Назначенное свидание». Модель, как обычно у Годварда, смотрит в сторону зрителя, её оттеняют цветущий олеандр в верхней части картины и маки в нижней части. Цвета одежды сочетаются с тоном мраморного бордюра. Годвард начал большее внимание уделять натюрмортам как органичной части фигуративной живописи, а также увлёкся пленэрными эффектами. От римского периода до нас дошло шесть его пейзажей.
Особую роль играла его римская резиденция, расположенная в Монте-Париоли, слева от входа в главный парк Виллы Боргезе. Строителем и владельцем виллы, в которой жил Годвард, был эльзасец Альфред Вильгельм Штроль-Ферн (французский гражданин), который поселился в Италии после 1870 года. Он хотел создать особый «оазис», в котором ничего не напоминало бы ни о Франции, ни о Германии. При вилле был разбит сад, в котором росли сосны, ливанские кедры, кипарисы, гигантские магнолии и ольхи. Журналисты описывали стиль виллы как смесь неоготики и неоромантизма, в духе «Острова мёртвых» Бёклина. В итоге Штроль-Ферн построил целый посёлок для художников, в котором студии возводились по индивидуальным заказам, причём одним из первых владельцев стал сам Арнольд Бёклин. Из русских художников здесь бывали М. А. Врубель и И. Е. Репин, причём Репин жил в Риме в марте — июне 1911 года. В. Суонсон предполагал, что Годвард снял именно ту студию, в которой работал Репин. Сложно сказать, имелись ли у Годварда достаточные средства для студии, или Штроль-Ферн, сам будучи любителем классической древности, обеспечил англичанину известные льготы.

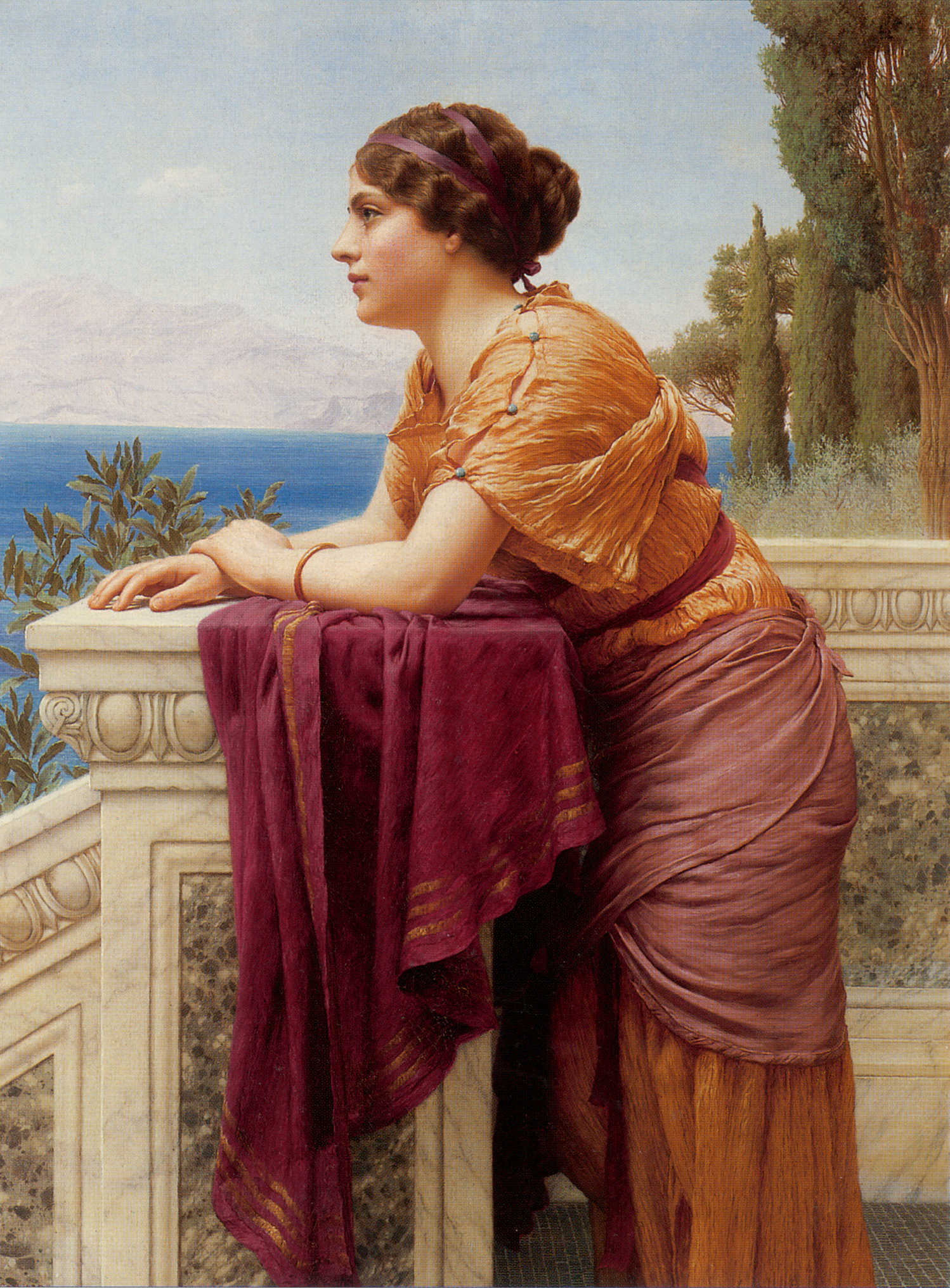
Бельведер, 1913

В Риме Годвард вёл прежний — затворнический — образ жизни, вероятно, собственная живопись было единственным, что его вообще интересовало. Ещё в Лондоне он, по описаниям, начинал работать, как только вставал утром, и практически не прерывался до конца дня. В Риме он стал писать на пленэре, что не было типичным для его английских работ. В результате его картина «Бельведер» удостоилась в 1913 году золотой медали на международной выставке в Риме. Моделью для этого небольшого полотна послужила англичанка, а не итальянка. Известно также о его участии в выставках в Париже 1914 года и в Брюсселе в 1919 году, но нет никаких свидетельств о сотрудничестве с римскими академиями св. Луки и Изящных искусств.
По иронии судьбы, молодые художники, разделявшие идеи фовизма и футуризма, в конце 1910-х годов стали собираться именно на вилле Штроль-Ферна и в соседнем кафе «Араньо», готовя революцию в художественных кругах Рима и открыто заявляя об уничтожении классического искусства. Их выставки в 1918—1922 годах проходили в Пинчио, недалеко от резиденции Годварда. Художник принципиально не обращал внимания на новые веяния, однако сосредоточенность на традиционных для него сюжетах не способствовала его творческому росту. По мнению Джозефа Кёстнера, картина «Новый парфюм» демонстрирует попытку соединить манеру Альма-Тадемы и Лейтона, что явилось «опасным экспериментом», ибо Годвард не умел подробно и археологически правильно воспроизводить интерьеры и обстановку.
К 1915 году производительность труда Годварда ещё более уменьшилась: к этому году относятся всего 5 картин. Невозможно судить, было ли это связано с ухудшением здоровья или утратой некоторых произведений. Кроме того, в 1923 году братья — Альфред и Эдмунд — уничтожили весь римский архив Годварда, поэтому невозможно точно установить количество созданных им работ. Судя по переписке с Креметти, с августа 1914 года не было продано ни одной картины — началась война, и арт-дилеры перестали выпускать каталоги. Тем не менее, на обороте картины «По голубому Ионическому морю» (1916 года) сохранилась этикетка, удостоверяющая, что её купила фирма Mullen Ltd и выставляла её в художественной галерее Сент-Пол. В 1918 году Годвард неожиданно обратился к акварели, в этом году он написал их 9 (из 14 сохранившихся). Акварели свидетельствуют о влиянии классической английской школы, может быть, сказалось кратковременное посещение Англии после окончания войны: известно, что он побывал в Бате.

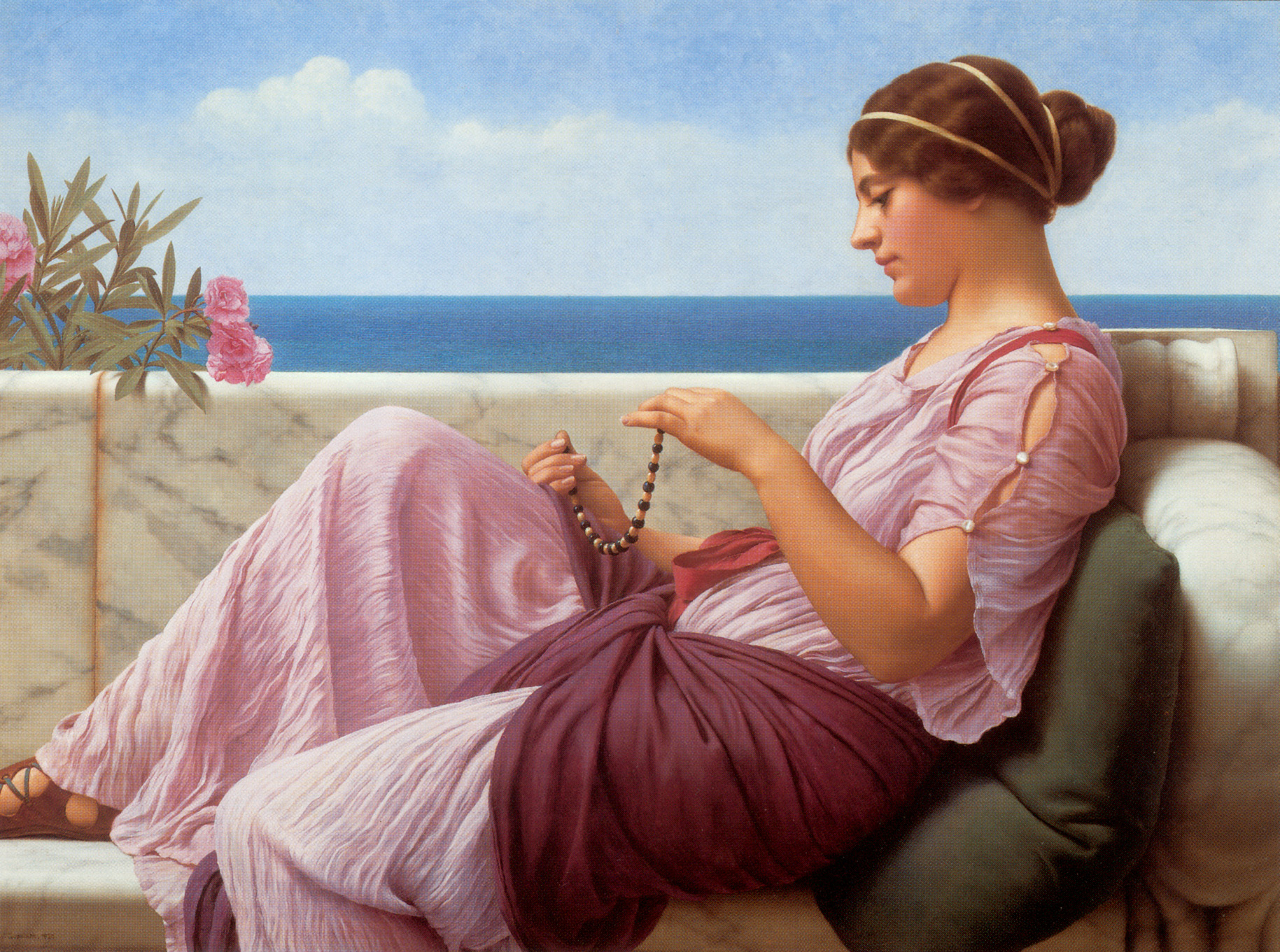
Воспоминание, 1920

Несмотря на скудные свидетельства, известно, что после 1918 года Годвард ещё четырежды ездил в Англию, в том числе на похороны племянника — Уильяма Скотта, сына Нин, — и свадьбу своего брата в 1920 году. В 1919 году он написал 5 картин. Годвард погружался в депрессию, как от новостей с родины, так и из-за того, что вилла Штроль-Ферн приходила в упадок — её хозяину исполнилось 70 лет, а общее число студий возросло до ста, причём зачастую «студиями» служили времянки, более напоминающие трущобы. Эпидемия «испанки» 1919 года также нанесла определённый ущерб художественному обществу Рима.
В 1920 году Годвард написал пять картин, здоровье его непрерывно ухудшалось. Это не сказалось на качестве его работ, в числе лучших называют «Алые розы» и «Воспоминание». «Воспоминание» относят к одним из самых современных по стилю и глубоких произведений Годварда. Судьба картины оказалась удачной: Креметти продал её индийскому махарадже. От 1921 года сохранилось только две картины, весьма скромных по размеру и содержанию, но неизвестно, были ли они завершены в Риме или уже после возвращения в Англию. В мае или июне 1921 года студия Годварда была захвачена группой художников-радикалов, в которую входили Антонелло Тромбадори и Джорджо де Кирико.

## Возвращение в Лондон. Гибель

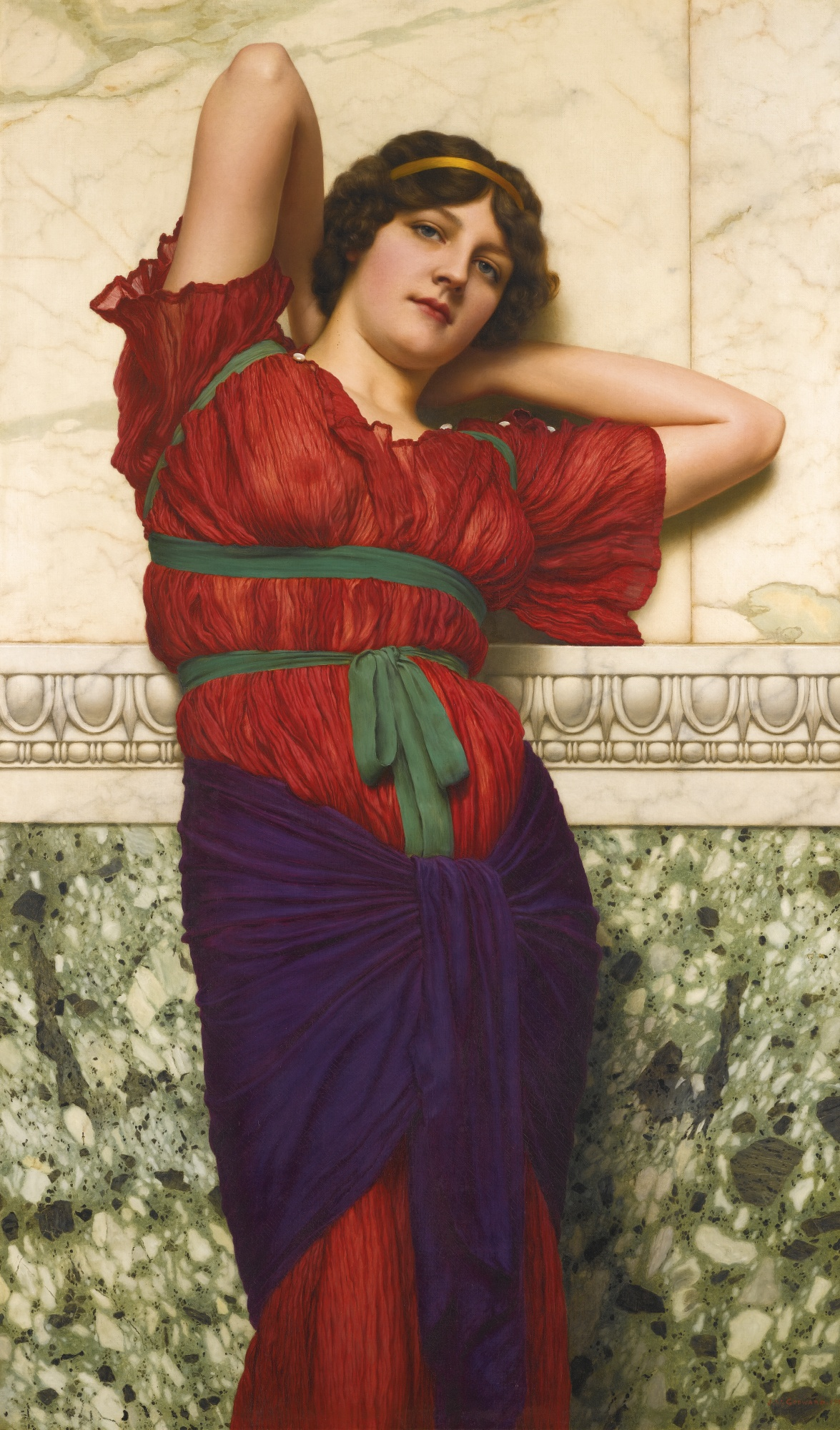
Созерцание. Последняя картина, законченная Годвардом, 1922

Причины возвращения Годварда в Англию неизвестны, но в основном их связывают с депрессией и пошатнувшимся здоровьем художника; вероятно, были и финансовые проблемы. Он переехал в Лондон в мае или июне 1921 года, предчувствуя скорый конец. Ещё в Риме он написал завещание, датированное 30 января; в журнале «The Connoisseur» писали, что Годвард вернулся в Лондон за 18 месяцев до своей смерти. Во втором завещании, датированном 20 августа 1921 года, дан адрес студии на Фулэм-роуд, дом 410, в которой он жил до отъезда в Италию; все эти годы её занимала чета Уонтнеров, а потом там поселился его брат — Чарльз Годвард — с молодой женой. О его лондонской жизни известно крайне мало. Академизм в Англии был забыт, президент Королевской Академии художеств Пойнтер скончался ещё в 1919 году, вообще вся обстановка не способствовала работе Годварда. Он продолжал жить отшельником и совершенно не заботился о себе, его родственница Айви Годвард вспоминала, что Джон Уильям готовил в начале каждой недели кастрюлю тушёной говядины, которой и питался до конца той же недели; результатом стала язвенная болезнь.
В последний год своей жизни — 1922 — Годвард написал всего три картины. Одна из них — «Nu Sur La Plage» — необычна для его творческой манеры, но показывает, что он продолжал совершенствовать стиль «для себя». Последняя его картина «Созерцание» была продана Креметти за 125 фунтов, что было вполне приемлемой ценой для того времени, учитывая, что покупателей классицистской живописи в Европе почти не осталось.
Депрессия художника усиливалась. По мнению Джозефа Майнора, только вернувшись в Лондон, Годвард понял, что британская художественная среда стала враждебной для него, а в свете новых тенденций в критике было невозможно получить оценку его творчеству. Не имея сил сопротивляться, 13 декабря 1922 года Годвард покончил жизнь самоубийством в возрасте 61 года. Судя по заметке в «Фулэмской газете», он взял в рот газовый шланг (от кухонной плиты) и обмотал голову пальто, чтобы быстрее задохнуться от бытового газа. В студии остался чистый холст, к работе над которым художник так и не приступил.

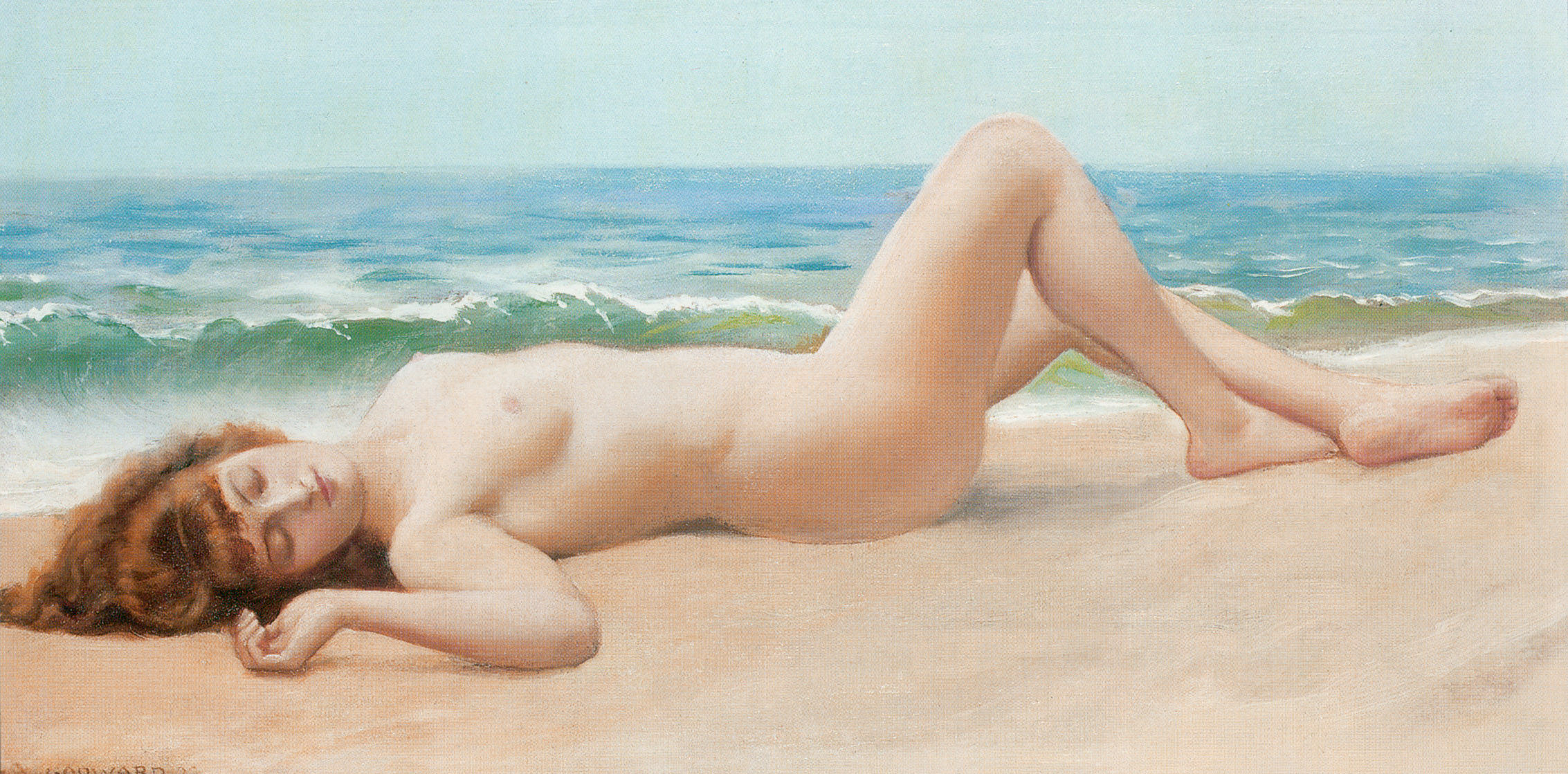
Nu Sur La Plage, 1922

Родственники были шокированы и чувствовали себя опозоренными. Доходило до того, что они отрицали факт самоубийства, в печатном виде заявив, что произошёл несчастный случай с кухонной плитой. 16 декабря лондонский коронер Освальд провёл дознание, из результатов которого следовало, что самоубийство было преднамеренным и готовилось несколько месяцев. Отчёт о дознании был опубликован в той же «Фулэмской газете». Как было принято в те времена, самоубийца был признан невменяемым. Художник был похоронен на старом Бромптонском кладбище, расположенном всего в нескольких сотнях метров от его студии. Рядом погребены художники Генри Коул, Джеймс Годвин, Вэл Принсеп и Фредерик Сэндис. Присутствовали только ближайшие родственники; самоубийцу похоронили по-христиански, церемонию провёл преподобный Рейнольдс, настоятель кладбищенской церкви. На могиле Годварда установили простой каменный крест. Единственный некролог увидел свет в начале 1923 года в журнале «The Connoisseur», в нём констатировалось, что с 1905 года Годвард перестал участвовать в британских выставках и был давно позабыт.

## Наследие и оценки

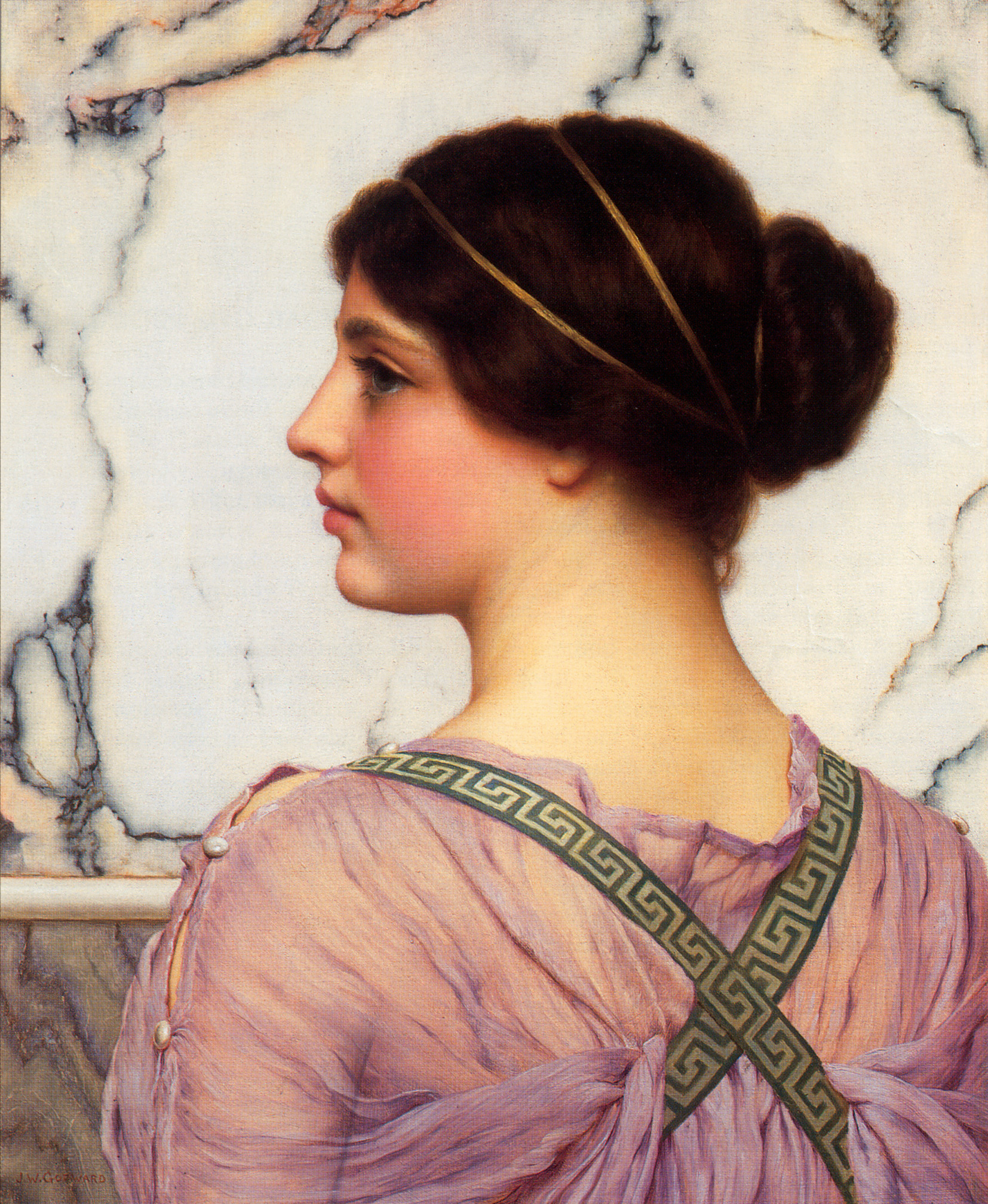
Греческая красавица, 1909

### Наследство и раздел имущества
После самоубийства старшего сына мать Годварда уничтожила весь его архив и все упоминания о нём в семейных бумагах, включая фотографии; не осталось ни одного документа личного характера или изображения художника. Однако, родственники не тронули произведений искусства, за которые можно было бы выручить деньги, у всех членов семьи остались рисунки или небольшие картины Годварда. Художник оставил два завещания, тексты которых были практически идентичными, однако было применено римское завещание января 1921 года, а фулэмское было формально отменено 10 марта 1923 года. Ещё 7 марта была устроена распродажа мебели на аукционе «Сотбис» (всего 13 лотов, видимо, там были и картины). Причиной столь поспешной распродажи, видимо, было стремление избежать налога на наследство.
Джон Уильям Годвард оставил 500 фунтов стерлингов своей матери Саре, 300 фунтов передавалось братьям Альфреду и Эдмунду и сестре Марии-Фредерике, студия со всем имуществом передавалась брату Чарльзу, который жил там с семьёй ещё год после самоубийства. Имущество в Италии должно было быть реализовано через Альфреда и Эдмунда. По суду из римской студии выселили модернистов-захватчиков; после оплаты всех издержек (20 000 000 лир) братьям осталась ничтожная сумма в 18 610 лир.

### Стиль

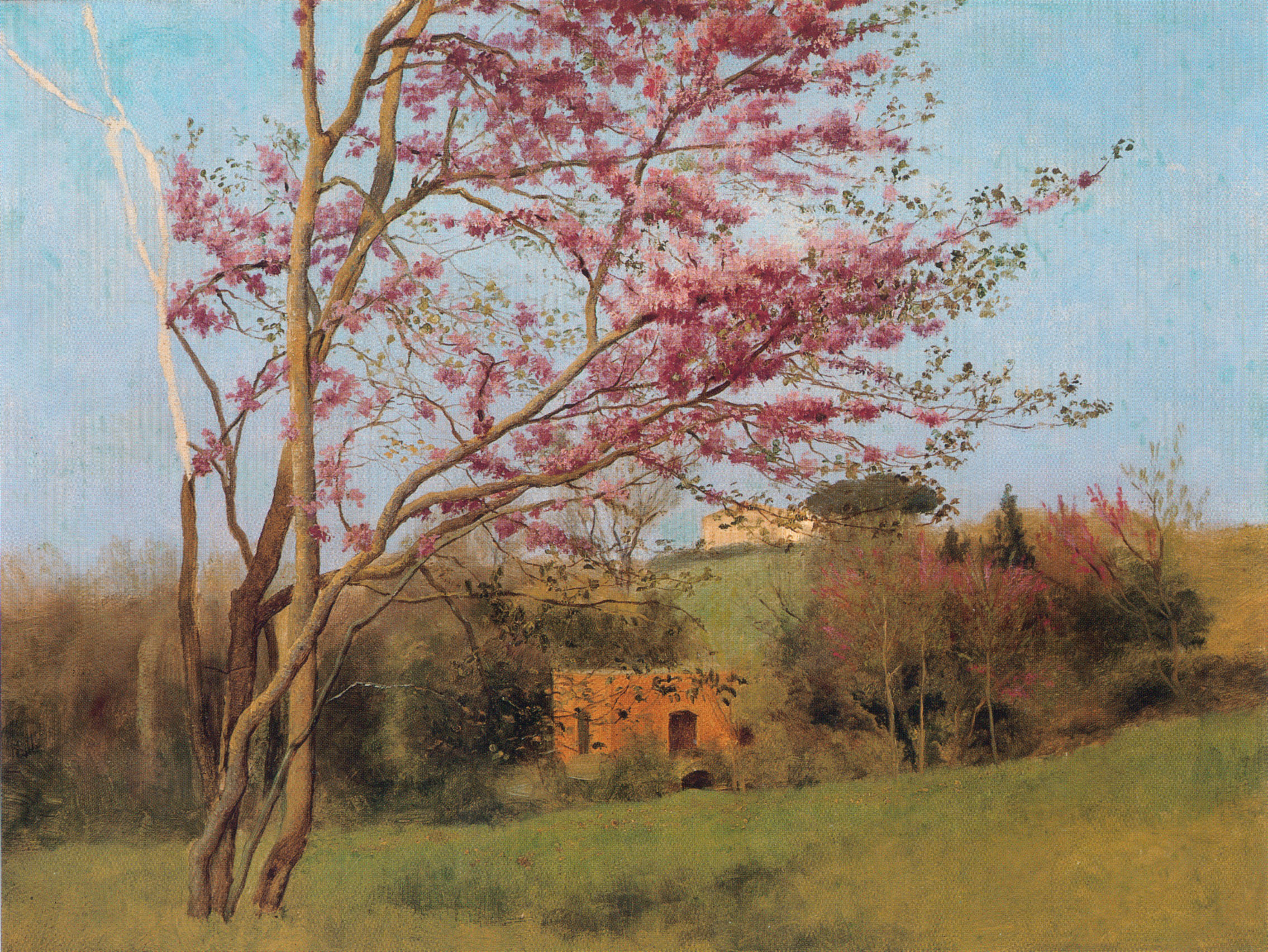
Пейзаж с красным миндалём. Около 1912

Как художника Годварда чаще всего оценивают как подражателя и последователя Альма-Тадемы, основываясь на главных сюжетах его полотен. Однако Годвард никогда не стремился к археологическим реконструкциям в духе Альма-Тадемы, его влекла женская красота в чистом виде. Иногда Годварда определяют как последователя Ф. Лейтона, но, по мнению В. Суонсона, это неверно. Годвард, формально принадлежа классической школе, избегал типичных для классицизма тем и торжественных многофигурных композиций, стиль его глубоко индивидуален, легко отделяется от всех его современников и именно поэтому должен изучаться историками искусства. По мнению Суонсона, если бы по-другому сложились культурные обстоятельства, Годвард мог бы реализоваться в рамках минимализма или формального абстракционизма.
Годвард не может быть признан великим художником, однако он сумел выработать свой стиль и был достаточно плодовит. Не обладая деловыми способностями, он стал коммерчески успешным благодаря сотрудничеству с Маклином, который в течение 21 года подряд платил ему в среднем по 80 фунтов стерлингов за картину, что было значительно меньше гонораров Альма-Тадемы. Объяснялось это тем, что Годварду превосходно удавалось цветовое решение картин, уверенно он передавал цветы и фактуру мрамора, драпировки (особенно игру мелких складок) и меховые шкуры. Человеческие фигуры, особенно второстепенные детали, в частности, пальцы рук и ног, а также пейзажи заднего плана, на котором они располагались, удавались ему значительно хуже, Суонсон даже использовал термин «дилетантизм». Упрёки, вынесенные критиками «Кампаспе», справедливы для всего творчества Годварда. О технике письма Годварда сложно говорить, поскольку от него почти не осталось незавершённых работ. В этом отношении примечателен «Пейзаж с красным миндалём», на котором недописанным остался левый ствол цветущего дерева. Годвард, видимо, делал предварительный рисунок углём или графитом прямо на рабочем холсте, затем грунтовал его и принимался за работу по отдельным секторам; завершив определённую часть полотна, переходил к следующему. Обычно он почти не делал поправок.

Наброски и этюды Годварда
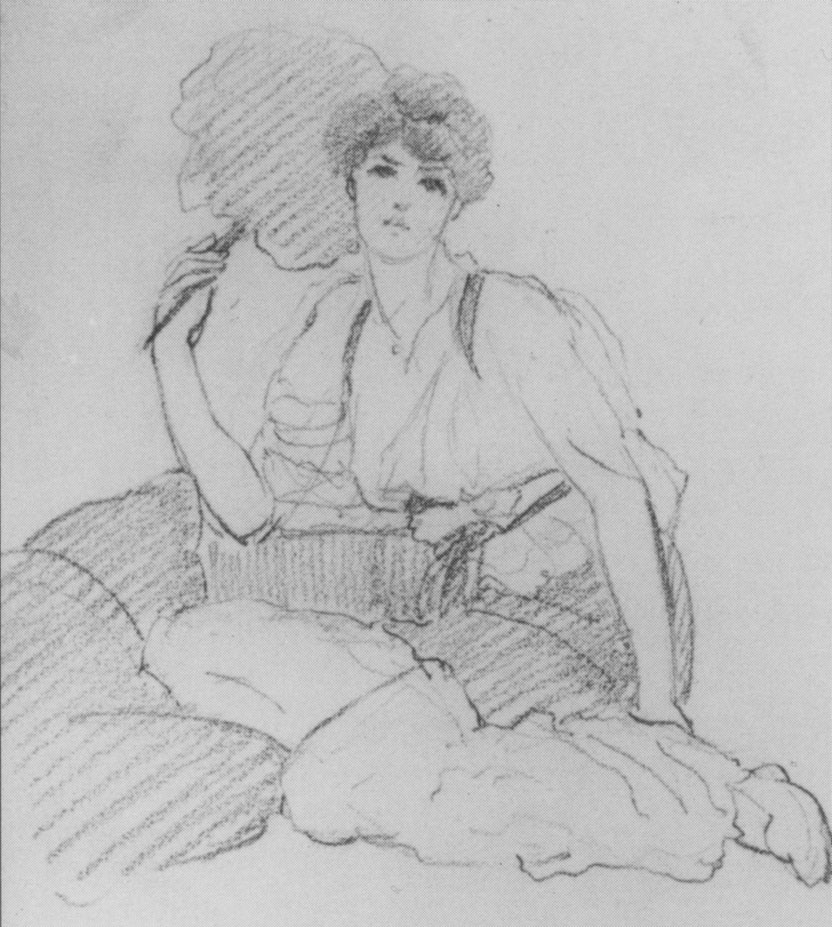
Веер. 1905
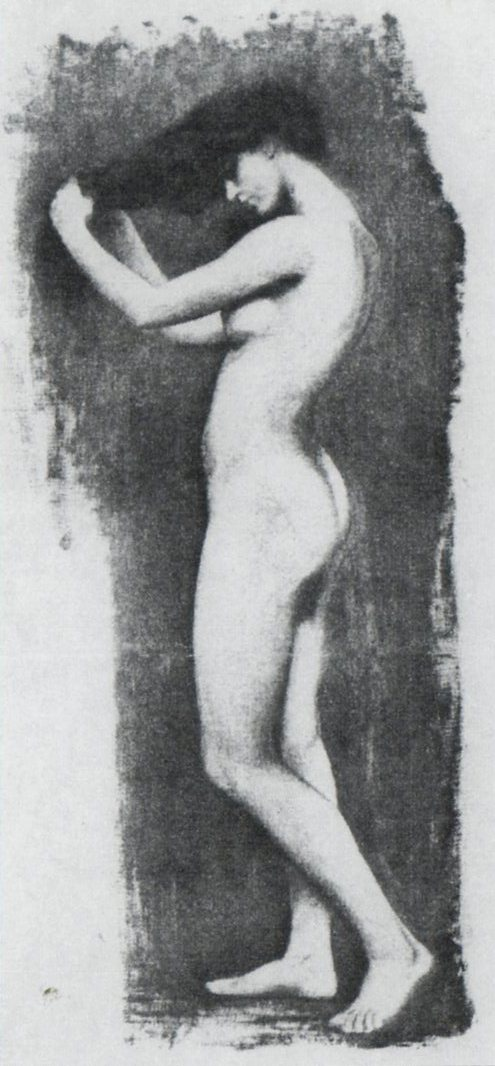
Перед ванной. Около 1900
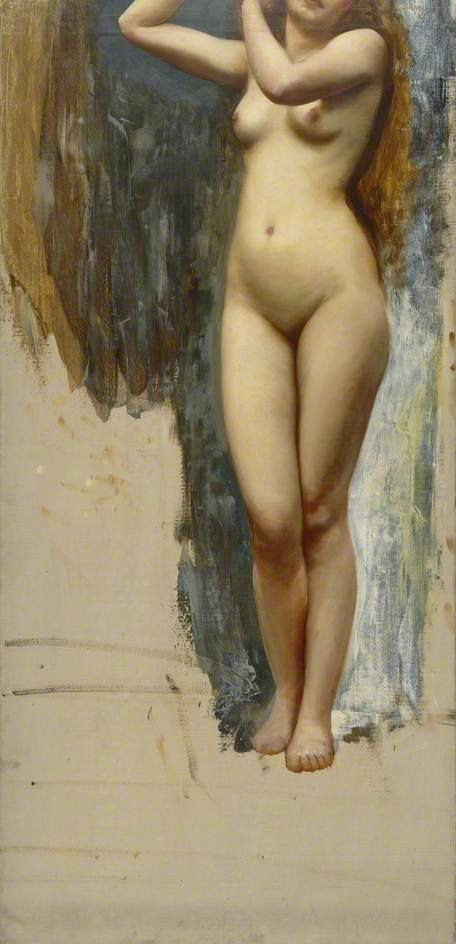
Натурная штудия. Манчестерская городская галерея
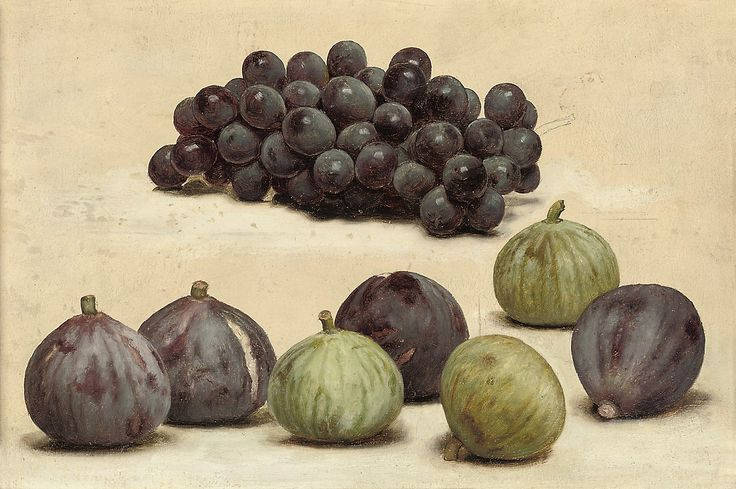
Натюрморт с виноградом и фигами. 1912

Сохранились два альбома его зарисовок и эскизов, относившихся к 1904—1905 и 1912—1913 годам, они демонстрируют возможности Годварда-графика. Станковым рисунком он не занимался, а эскизы его очень приблизительны и никогда не рассчитаны на стороннего зрителя. Своих моделей он предпочитал писать с натуры маслом, делая лишь предварительные эскизы. Немногие сохранившиеся наброски позволяют сделать заключение, что как художник Годвард был самоучкой или учился на неформальной основе; его графика демонстрирует отсутствие «текучести», характерной для художников XIX века, прошедших академическую выучку. Годвард сформировался как художник к 30-летнему возрасту и в дальнейшем почти не прогрессировал в своей творческой манере, несмотря на некоторые жанровые и цветовые эксперименты. Это также свидетельствует о слабой профессиональной подготовке, а также о коммерческой направленности его творчества, которое удовлетворяло вкусы покупателей и самого художника.

### Судьба творческого наследия

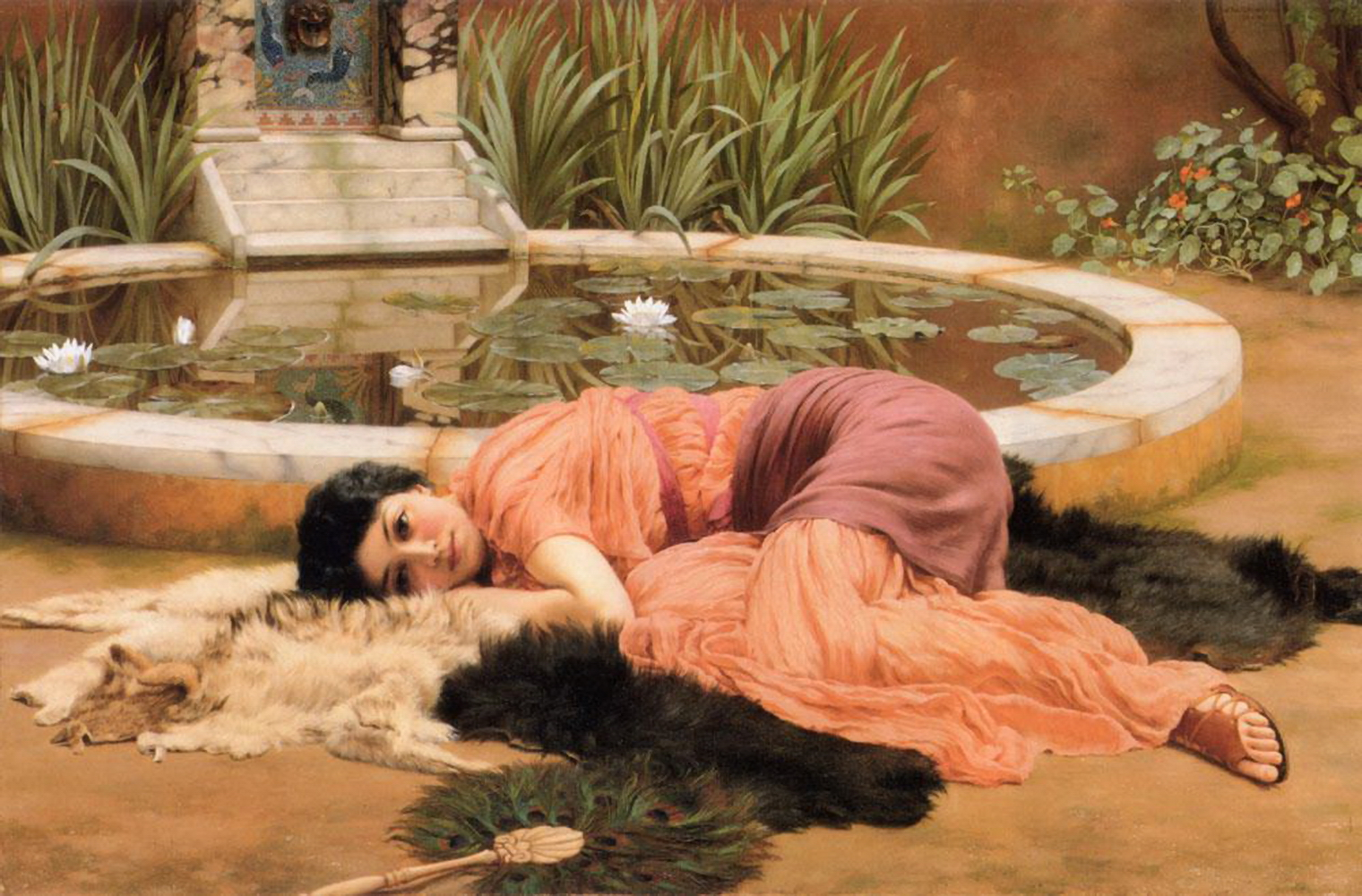
Dolce Far Niente, 1904

После кончины Годварда его картины продолжали продаваться по крайне низким ценам. В частности, в период 1916—1950 годов антикварами Лондона было реализовано по крайней мере 23 полотна Годварда, в том числе «Невинные забавы» и «Жрица», написанные в 1890-е годы. В 1940-е — 1960-е годы картины Годварда продавались в «Художественной галерее» универмага Harrods, на аукционах в тот период они не выставлялись, и к началу 1970-х годов казалось, что его искусство окончательно забыто.
Возрождение интереса к викторианскому классицизму началось в 1973 году, когда на аукционе «Сотбис» была распродана коллекция полотен Альма-Тадемы, собранная в предшествующее десятилетие продюсером Аленом Фунтом. Интерес к кругу Альма-Тадемы автоматически означал интерес и к творчеству Годварда. Творчеством обоих художников с 1976 года занимался американский искусствовед Верн Суонсон, занявший в 1980 году пост директора Спрингвиллского художественного музея. Он же опубликовал исследование его жизни и творчества, собрав все доступные источники.
Постепенно повышается стоимость работ Годварда. В 1963 году его картина «Греческая красавица» (1909) была куплена санитаром скорой помощи Чарльзом Смитом за 90 фунтов стерлингов, что составляло тогда его двухнедельную зарплату. В 1995 году полотно «Dolce Far Niente» ушло с аукциона за 567 000 долларов.

## Комментарии
1. Деталь картины «В ожидании ответа» 1889 года. Предположение основано на сравнении с сохранившимися фотографиями остальных братьев Годвардов (John William Godward (англ.). Arcadian Galleries reproduction oil paintings. Дата обращения: 9 июня 2014. Архивировано из оригинала 9 ноября 2013 года.). Также по мнению В. Суонсона, автопортрет Джона Уильяма Годварда находится на картине «Да или нет?» (1893).
2. ↑  Деталь картины «В ожидании ответа» 1889 года. Предположение основано на сравнении с сохранившимися фотографиями остальных братьев Годвардов (John William Godward (англ.). Arcadian Galleries reproduction oil paintings. Дата обращения: 9 июня 2014. Архивировано из оригинала 9 ноября 2013 года.). Также по мнению В. Суонсона, автопортрет Джона Уильяма Годварда находится на картине «Да или нет?» (1893).
3. ↑  2315 фунтов стерлингов в ценах 2013 года. Здесь и далее перевод рассчитан по системе RPI basis per Measuringworth Five Ways to Compute the Relative Value of a UK Pound Amount, 1830 to Present (англ.). MeasuringWorth.com.. Дата обращения: 12 июня 2014. Архивировано 18 декабря 2017 года..
4. ↑  От 7100 до 11 900 фунтов стерлингов в ценах 2013 года.
5. ↑  Верн Суонсон относил это тондо к лучшим «головкам» (см. комментарий 5) Годварда, написанным в начале века. На множестве полотен Годварда этого периода изображена одна и та же модель-итальянка, возможно, их связывали длительные отношения (John William Godward (англ.). Pagina Artis and Persona Historiae. Дата обращения: 9 июня 2014. Архивировано 19 мая 2013 года.).
6. ↑  Малоформатные декоративные изображения голов детей и молодых женщин — «головок» — сделал в западной живописи самостоятельным жанром Жан-Батист Грёз. См.: Сулимова А. В. Жанровая живопись Жана-Батиста Греза: мастер глазами своей эпохи // Диссертация на соискание ...степени кандидата искусствоведения (2009). Дата обращения: 10 июня 2014. Архивировано 24 сентября 2015 года.
7. ↑  Соответственно, 564 100 и 1974 фунта стерлингов в ценах 2013 года.
8. ↑  5857 фунтов стерлингов в ценах 2013 года. Для сравнения — в том же году Ю. Креметти купил полотно Коро за умеренную на тот момент цену 1150 фунтов (53 900 фунтов 2013 года).
9. ↑  Соответственно, 22 430 и 14 060 фунтов стерлингов в ценах 2013 года. 20 миллионов лир 1923 года соответствуют 12 000 современных долларов.